# Draženko
Draženko je moško osebno ime.

## Izvor imena
Ime Draženko je različica moškega osebnega imena Drago.

## Pogostost imena
Po podatkih Statističnega urada Republike Slovenije je bilo na dan 31. decembra 2007 v Sloveniji število moških oseb z imenom Draženko: 59.

## Osebni praznik
V koledarju je ime  Draženko skupaj z imenom Drago.